# Haderonia subviolacea
Haderonia subviolacea là một loài bướm đêm trong họ Noctuidae.